# Стандартна ентальпія утворення
Станда́ртна ентальпі́я утво́рення, стандартна теплота утворення — теплота, яка виділяється або поглинається при утворенні 1 моля даної хімічної сполуки з простих речовин при стандартних умовах (р = 105 Па, T = 298 К). Розрізняють теплоту утворення хімічної сполуки: позитивну та негативну.
Так, теплота утворення води дорівнює 286 кДж в стандартних умовах, що означає: при утворенні 1 моля води виділяється 286 кДж теплоти.